# Sorex alpinus
Espèce
Statut de conservation UICN

 NT  : Quasi menacé
Sorex alpinus, la Musaraigne alpine, Musaraigne des Alpes ou Musaraigne des montagnes,, est une espèce de mammifères insectivores. Cette musaraigne appartient à la famille des Soricidae.

## Biologie
C'est une espèce vivant dans les crevasses et les rochers à proximité des ruisseaux des forêts montagnardes.
Elle est plus grosse que la musaraigne carrelet et s'en distingue par une queue plus longue et un pelage complètement gris.
C'est un animal actif toute l'année, solitaire, s'activant de jour comme de nuit avec des périodes de pause régulières. Il mange l'équivalent de son poids chaque jour en insectes, gastéropodes, vers ou petits vertébrés. C'est un animal qui a un rythme cardiaque exceptionnel de 1 200 battements par minute (autrement dit 20 par seconde ; à titre indicatif, certains colibris ont également un rythme cardiaque maximal de 1 200 battements par minute).

## Distribution
La Musaraigne alpine est endémique d'Europe, où elle a une aire de répartition extrêmement fragmentée dans les Alpes, les Balkans, les Carpates, les Tatras en Slovaquie et un certain nombre de montagnes isolées en Allemagne, en République tchèque et en Pologne. Il était auparavant présent dans les Pyrénées, où l'on pense qu'il a disparu au du XXe siècle, et dans le Harz. Son étendue verticale est de 200 à 2500 m.

## Description
Taille moyenne, gris anthracite uni avec ventre plus clair, pattes et oreilles munies de petits poils blancs, d'aspect rosé. Se distingue de la Musaraigne carrelet, de même taille, par une stature plus gracile et une queue très longue. Dents à pointes rouge foncé.
- Longueur tête-corps : 6.2 - 8.7 cm
- Longueur de la queue : 6 - 7.6 cm
- Poids : 5 - 11 g

## Habitat et écologie
L'espèce a tendance à se trouver dans des habitats ouverts dans les zones montagneuses, où elle vit dans les fissures et les crevasses sous les rochers et dans les murs de pierres. À basse altitude, il préfère les zones fraîches, humides et ombragées, telles que les ravins à végétation dense et les trous sous les rochers moussus, les racines des arbres et les rondins dans les forêts. Il se nourrit principalement d'arthropodes et de mollusques. Dans certaines parties de son aire de répartition, ses préférences d'habitat diffèrent : par exemple dans les montagnes de la Rhön, il est limité aux ruisseaux forestiers avec des peuplements dense de Petasites, tandis que dans les Alpes bavaroises, il persiste dans les peuplement d'épicéas pauvres en azote bordant les prairies. L'espèce cohabite bien avec les autres Sorex des espèces telles que Sorex coronatus dans les montagnes de la Rhön et avec Sorex araneus dans les Alpes bavaroises et le Kleinwalsertal.

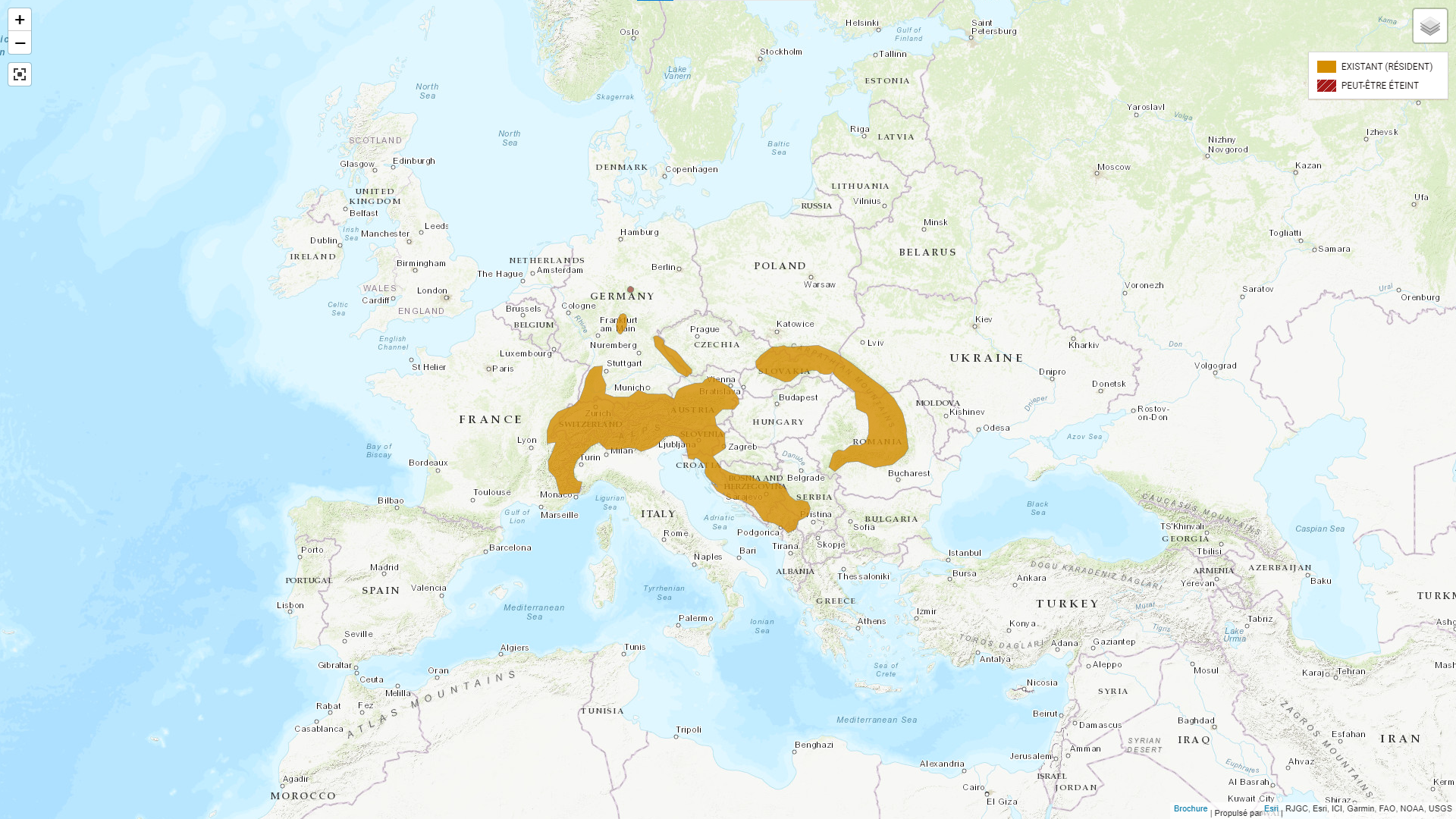
Aire de répartition de l'espèce

## La Musaraigne alpine et l'Homme

### Information sur l'évaluation
L'espèce a une distribution assez large mais très fragmentée. Au cœur de son aire de répartition, la population semble stable, mais des déclins se produisent dans certaines populations isolées aux limites de l'aire de répartition. Dans l'ensemble, il un lent déclin de la population, mais pas à un rythme suffisamment élevé pour déclencher une catégorie menacée. Sa zone d'occurrence et sa zone d'occupation sont supérieures aux seuils du critère B, bien que l'AOO puisse ne pas être bien supérieure à 2000 km2, et il y a une perte d'habitat en cours et dégradation. L'espèce est évaluée comme quasi menacée car elle est presque qualifiée de menacée selon le critère B2.

### Population
Cette espèce est difficile à détecter, à moins d'utiliser le piégeage vivant. Il est répandu, mais souvent trouvé en très petit nombre, comme dans les Alpes occidentales. De petites populations isolées à la limite de l'aire de répartition de l'espèce peuvent être en déclin et il y a eu des extinctions de sous-populations, par exemple dans les Pyrénées. Certaines sous-populations sont fragmentées en raison de zones d'habitat inaccessibles, par exemple en Hesse, en Allemagne. Dans le Harz, la population la plus septentrionale d'Europe, il semble avoir disparu, car le dernier signalement remonte à 1954 malgré des études intensives pour y trouver l'espèce. Il a également été trouvé récemment dans les Carpates méridionales en Roumanie.

### Menaces
En raison de sa distribution relique sur les "îles" de montagne, les populations isolées peuvent être vulnérables à l'extinction locale. La perte de cours d'eau alpins due au prélèvement d'eau et à l'énergie hydroélectrique est une menace, tout comme la perte d'habitat due à l'intensification du tourisme hivernal dans les Alpes. L'utilisation des terres par l'Homme est une menace directe, à la fois par la destruction de l'habitat et la pollution. Le changement climatique pourrait être une future menace indirecte. Le changement dans la distribution d'autres espèces concurrentes, comme Arvicola flavicollis, pourraient également constituer une menace.

### Mesures de conservation
Elle est inscrite à l'Annexe III de la Convention de Berne. Une grande partie de l'aire de répartition de la Musaraigne alpine dans les Carpates est couvertes par la réserve des Carpates et le parc national. Un suivi est nécessaire, en particulier pour les sous-populations isolées.